# Arturo Jauretche

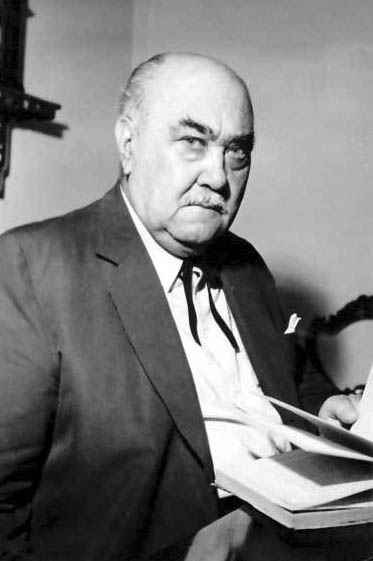

Arturo Jauretche (* 13. November 1901 in Lincoln; † 25. Mai 1974 in Buenos Aires) war ein argentinischer Journalist, Politiker und Schriftsteller.

## Leben
Arturo Jauretche war seit seiner Jugend politisch engagiert und wurde 1919 zum Sekretär der Konservativen Partei Argentiniens ernannt. Später wechselte er als Parteigänger von Präsident Hipólito Yrigoyen zur Unión Civica Radical. Als dieser 1930 durch General José Félix Uriburu gestürzt wurde, sammelten sich viele dessen Anhänger im Untergrund und initiierten 1933 einen Aufstand, an dem Jauretche ebenfalls mitwirkte. Diese Revolution schlug fehl und Jauretche kam mit einigen seiner Freunde in das Gefängnis von Corrientes.
Während seiner Haft verfasste Jauretche sein „El paso de los libros“, das er im Stil der Gaucholiteratur schrieb. 1935 gründete er zusammen mit Homero Manzi u. a. die Fuerza de Orientación de la Joven Argentina (FORJA), um Yrigoyen und dessen Politik ein unüberhörbares Sprachrohr zu verschaffen. Über diese politische Arbeit kam es zur Freundschaft und Zusammenarbeit mit Juan Perón, der ihn 1947 mit der Leitung der Banco de la Provincia de Buenos Aires betraute.
Der Politik Peróns (Peronismus) konnte und wollte Jauretche ab 1951 nicht mehr folgen und trat von seinen Ämtern zurück. Dies zog im darauffolgenden Jahr ein Schreibverbot nach sich. Nach dem Sturz Peróns gründete er die politisch ausgerichtete Zeitung „El 45“, welche aber bereits von Eduardo Lonardi wieder verboten wurde. Jauretche ging ins Exil nach Uruguay und arbeitete dort u. a. als Journalist. Er gründete die Zeitung El Líder und schrieb auch für die Zeitung La Opinión regelmäßig z. T. sehr polemische Artikel. Einem Gerücht nach musste sich Jauretche 1971 (mit 70 Jahren) wegen eines solchen Artikels mit einem Offizier duellieren.
Kurz vor seinem Tod kehrte Jauretche nach Buenos Aires zurück. Er wurde 1973 zum Geschäftsführer des Universitätsverlages EUDEBA ernannt. Er starb im Alter von 73 Jahren in seiner Heimatstadt und fand dort auch seine letzte Ruhestätte.

## Werke (Auswahl)
- Barajar y dar de nuevo, 1985
- La colonizacion pedagógica y otros ensayos, 1982
- Ejército y política, 1958
- Filo, contrafilo y punta, 1983
- F.O.R.J.A. y la década infame, 1962
- Libros y alpargatas. „Civilizados y bárbaros“, 1985
- Mano a mano entre nosotros, 1969
- Política y economía, 1977
- La polémicas de Jauretche, 1981/83 (3 Bde.)
- Política nacional y revisionismo histórico, 1959
- Prosa de hachea y tiza, 1960
- Que el salir salga cortando, 1985

## Medien
- Julio Fernández Baraibar: La Ceniza y la brasa. Personalidad y pensamiento de Arturo Jauretche. Editorial Balkman, Buenos Aires 1994 (1 Videokass., 65 Min.; eine Dokumentation zum Schriftsteller Arturo Jauretche).

| Personendaten    | Personendaten                                           |
| ---------------- | ------------------------------------------------------- |
| NAME             | Jauretche, Arturo                                       |
| KURZBESCHREIBUNG | argentinischer Journalist, Politiker und Schriftsteller |
| GEBURTSDATUM     | 13. November 1901                                       |
| GEBURTSORT       | Lincoln                                                 |
| STERBEDATUM      | 25. Mai 1974                                            |
| STERBEORT        | Buenos Aires                                            |